# Браян Гоутон Годжсон
Браян Гоутон Годжсон (англ. Brian Houghton Hodgson) (1 лютого 1800; Престбері, Чешир —  23 травня 1894; Елдерлі, Чешир) — англійський етнолог, сходознавець та натураліст. Провів кілька років як британський посланник у Катманду, Непал.

## Життєпис
Годжсон народився у Престбері, Чешир, в сім'ї  Брайана Годжсон (1766-1858) та Катерини (1775?-1851) та був другим з семи дітей. У віці сімнадцяти років він подорожував по Індії як письменник в британської Ост-Індської компанії. Він був відправлений у Катманду в Непалі як помічник комісара в 1819 році, ставши резидентами Великої Британії в 1833 році. Вивчав культуру й побут уродженців Непалу, зібравши велику кількість зразків писемності, літератури і релігії. У Непалі Годжсон проживав спільно з мусульманською жінкою, від якої у нього було двоє дітей.
Годжсон вивчав всі аспекти природної історії Непалу, Сіккіму і Бенгалії. Зібрав велику колекцію опудал птахів і ссавців, які в кінцевому підсумку пожертвував для Британського музею. Він також виявив 39 видів ссавців і 124 видів птахів, що не були раніше описані, 79 видів птахів були описані ним.
У 1877 році Годжсон став членом Королівського товариства.

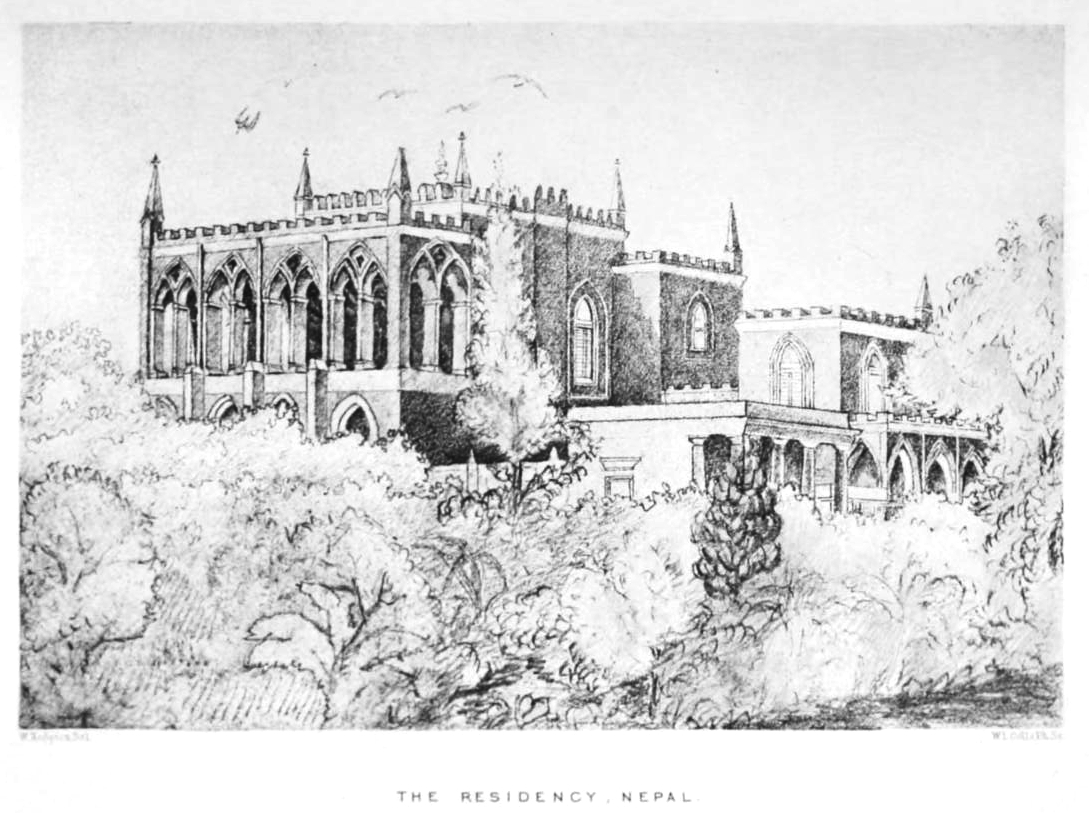
Будинок Годжсона в Непалі

## Описані таксони

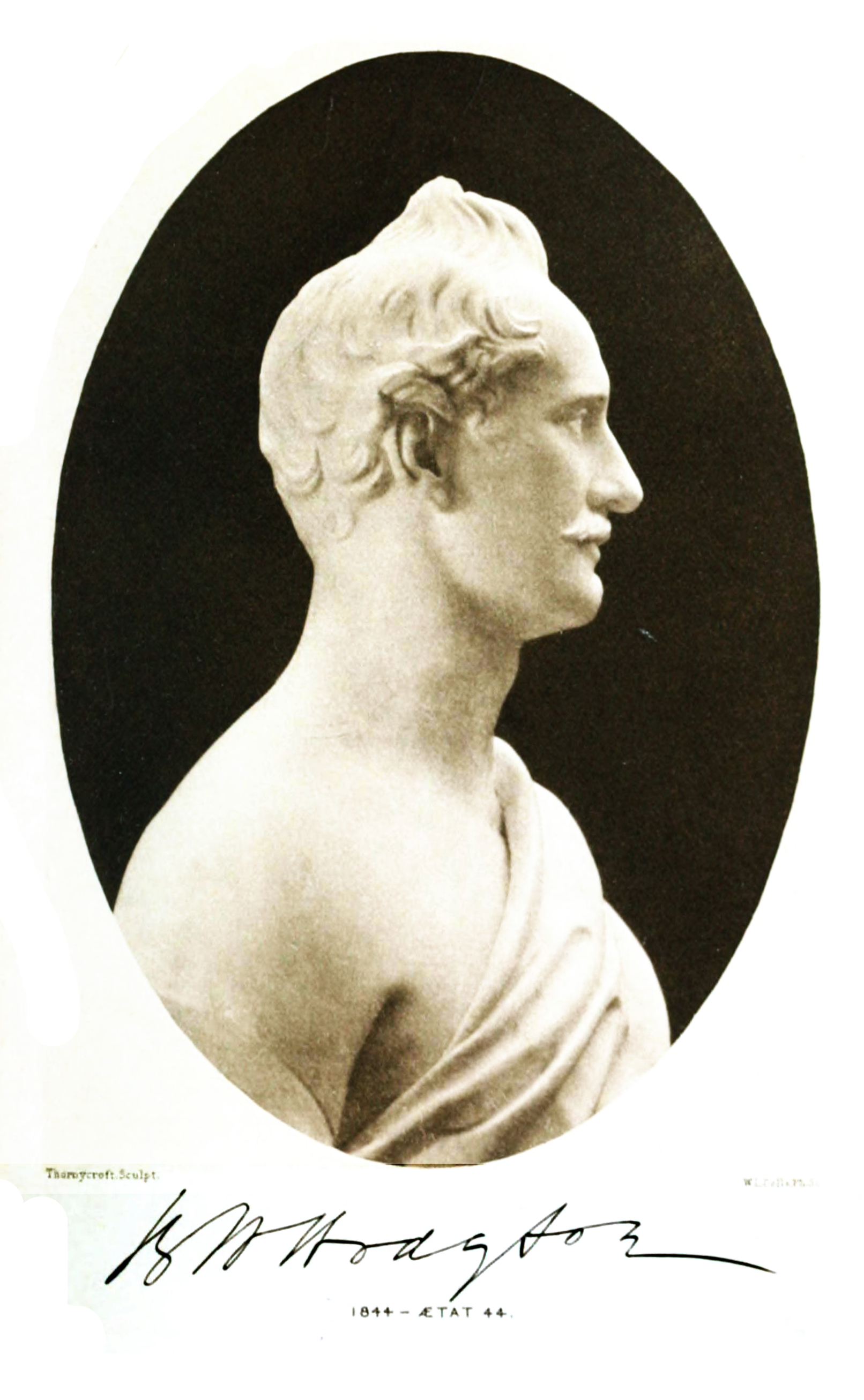
Бюст Годжсон в Музеї Азійського суспільства у Калькутті, Томаса Торнікрофт.

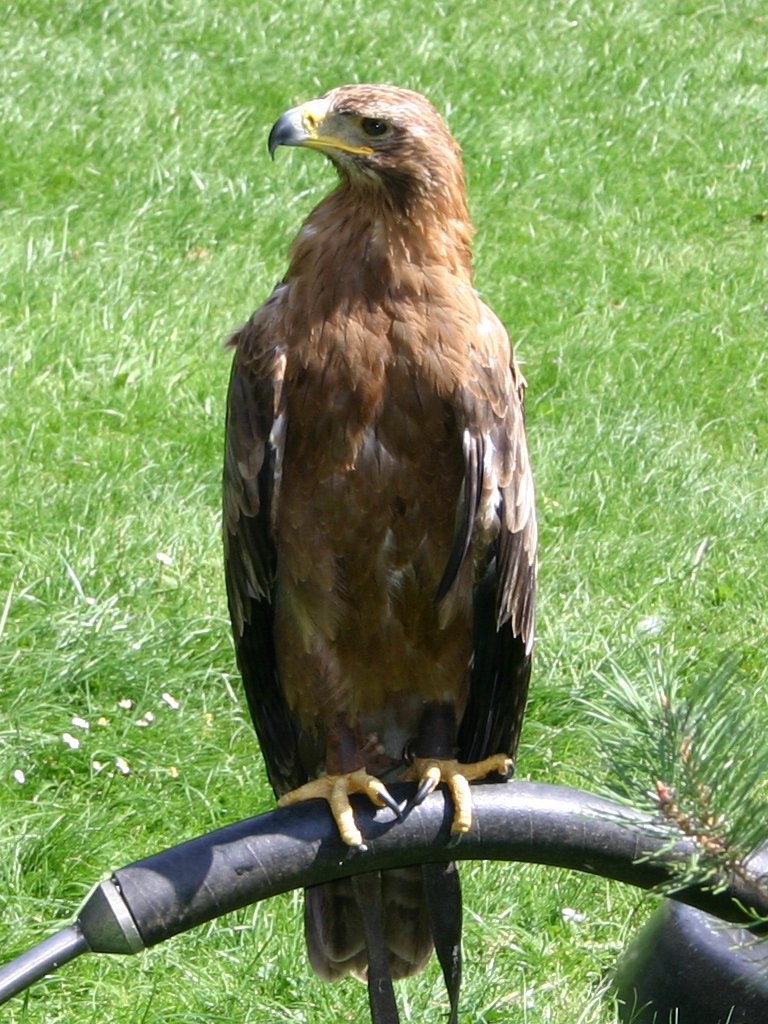
Орел степовий
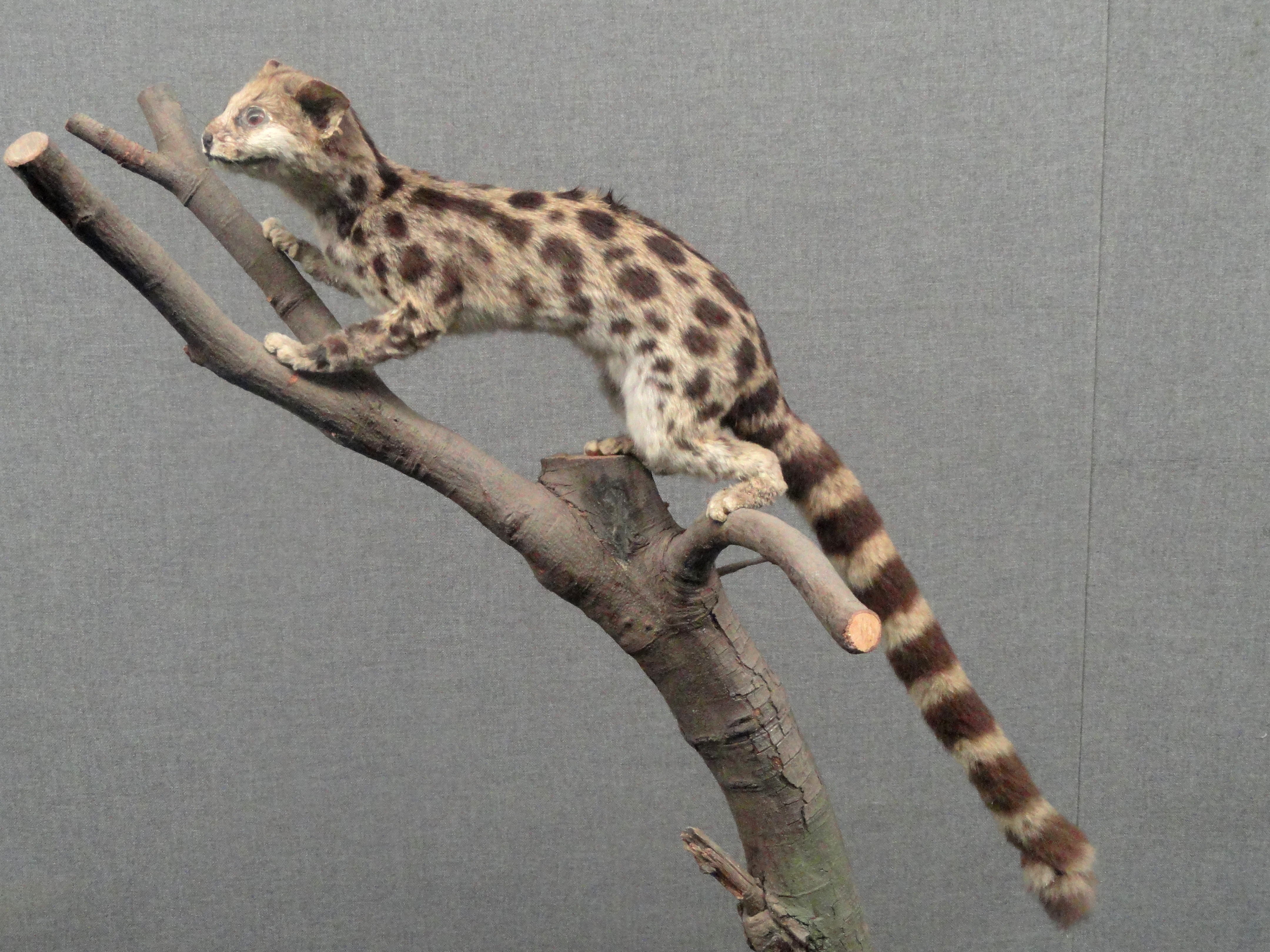
Prionodon pardicolor
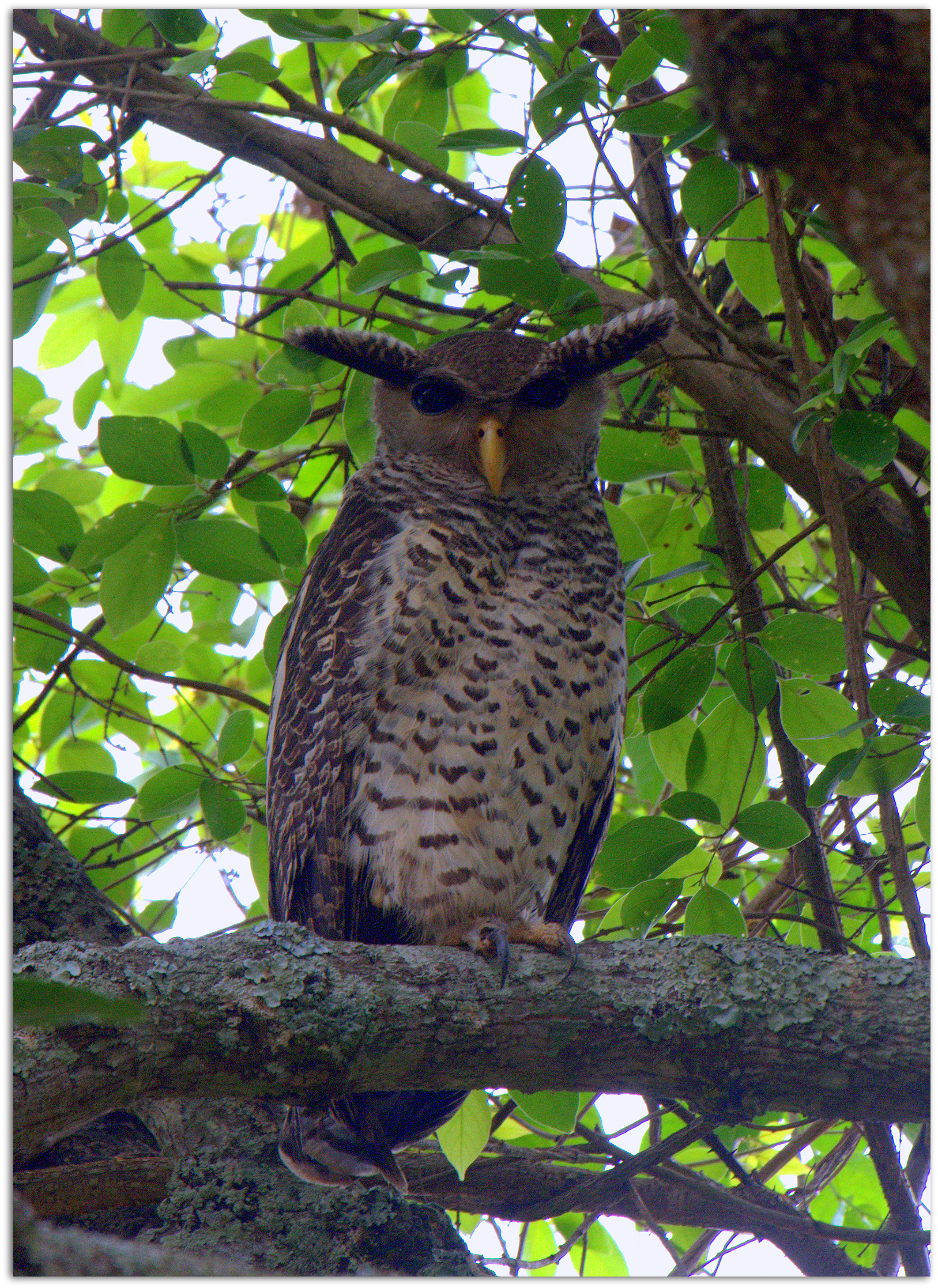
Лісовий пугач
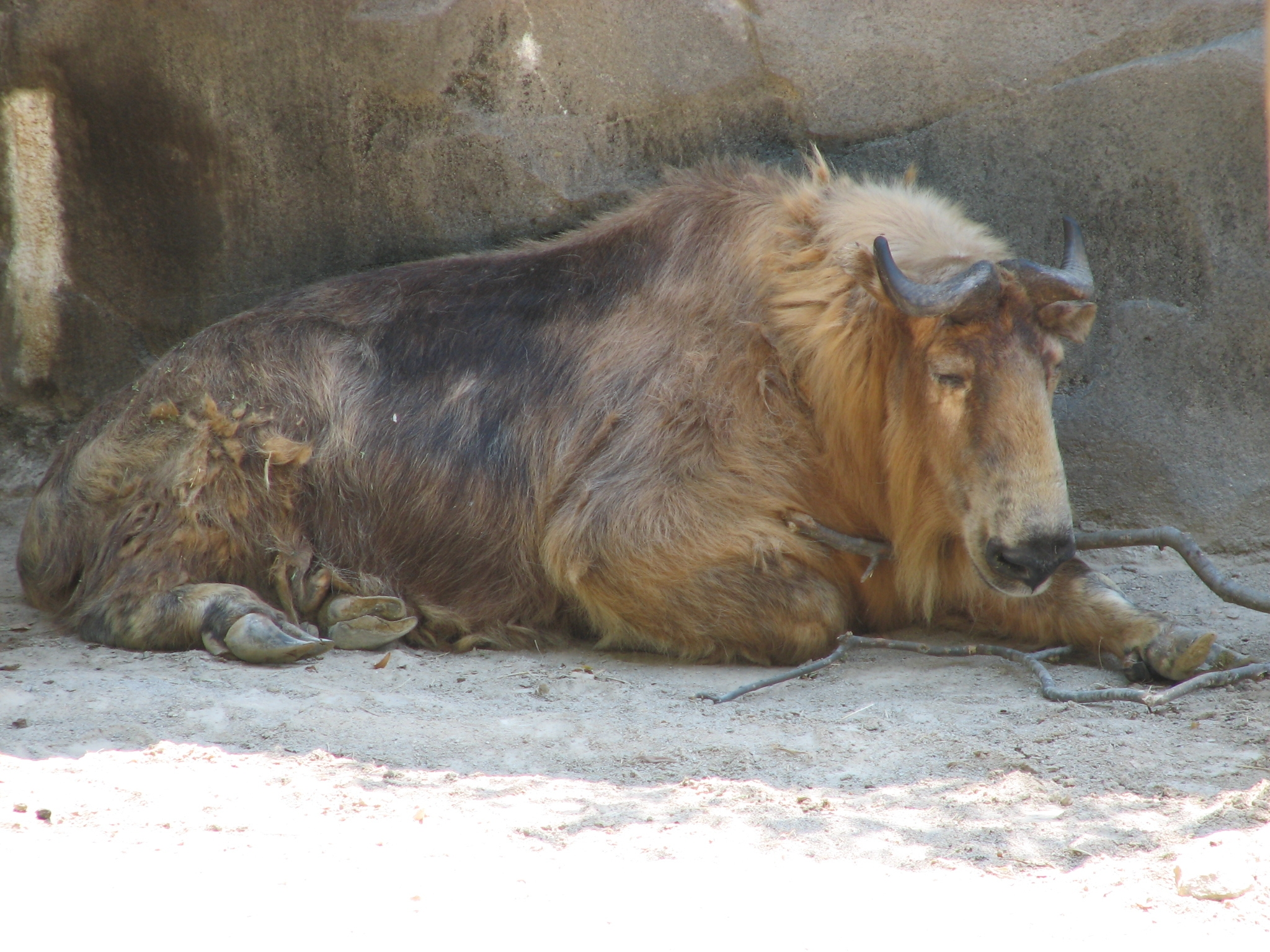
Такін
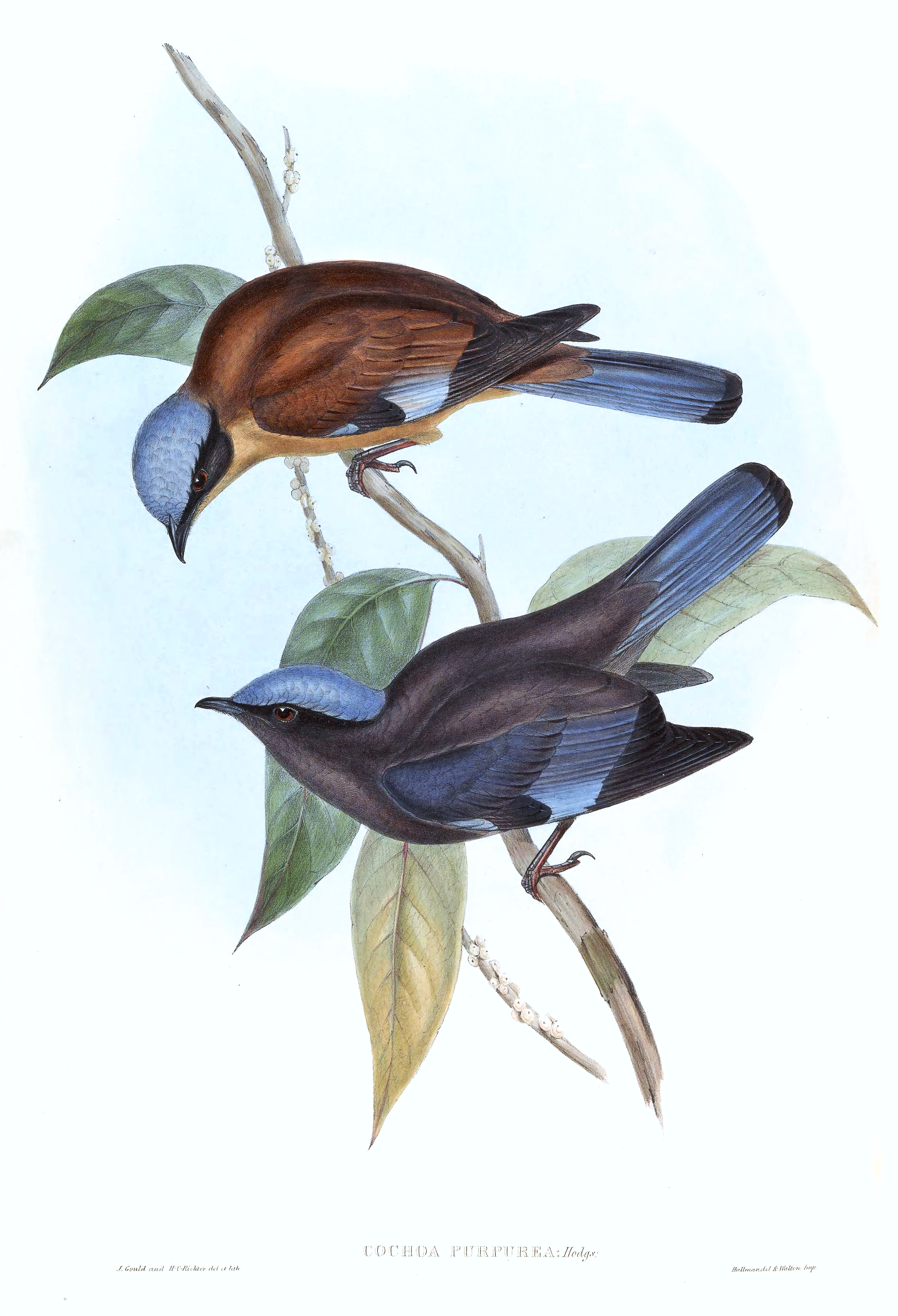
Cochoa purpurea
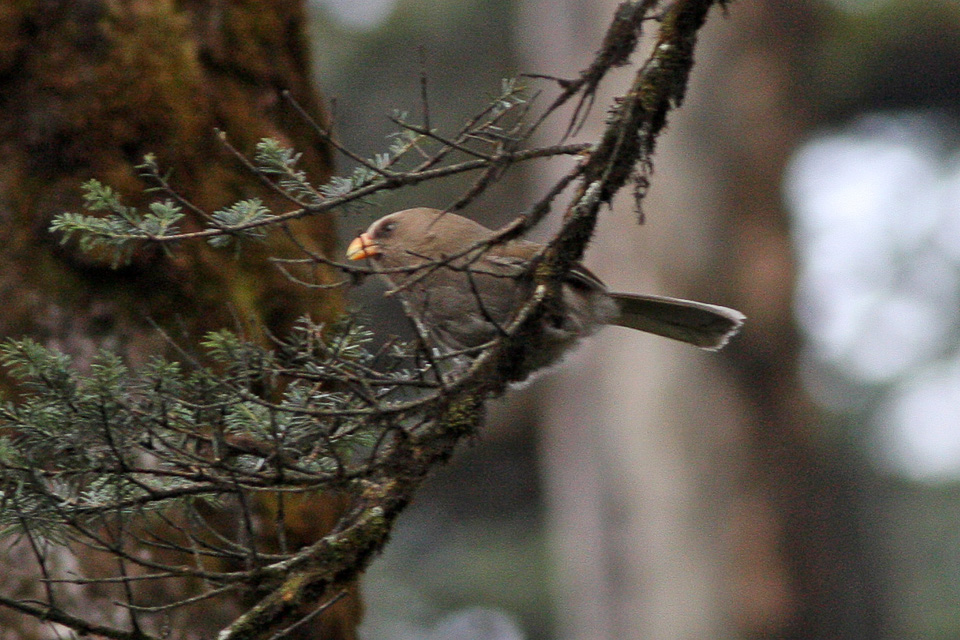
Conostoma oemodium
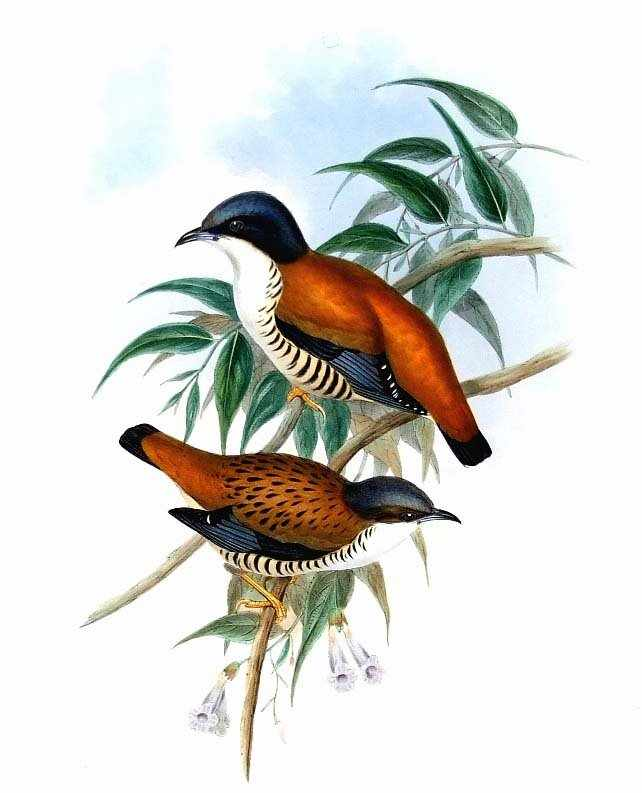
Cutia nipalensis
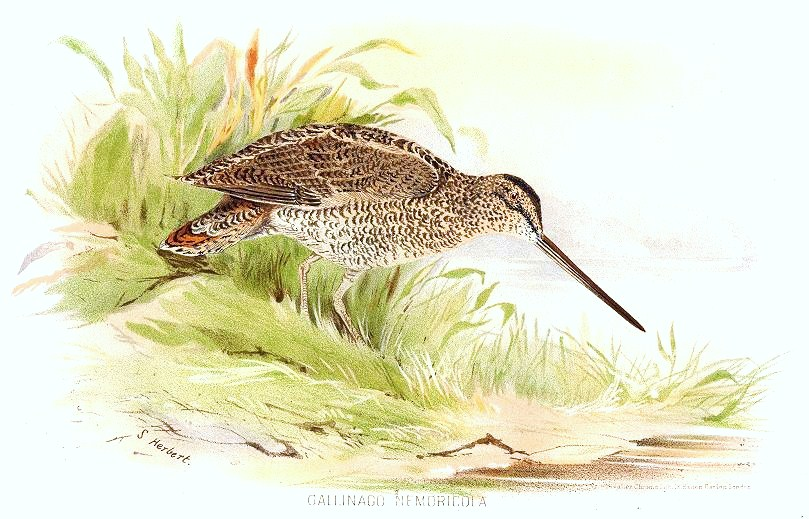
Gallinago nemoricola
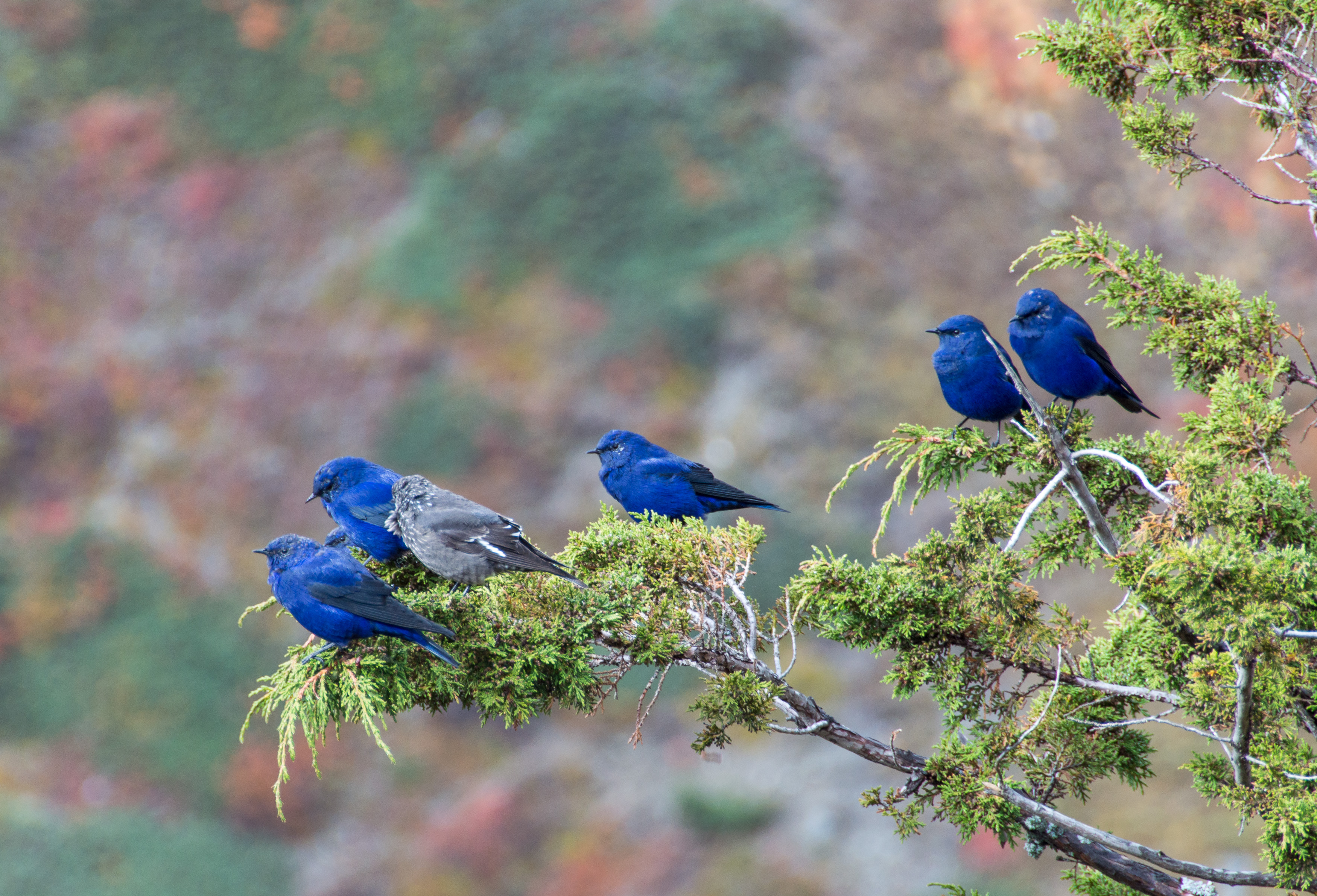
Grandala coelicolor
Lepus oiostolus

## Таксони, названий на честь ученого
- Pantholops hodgsonii (Abel, 1826)
- Hodgsonia (Hook.f. & Thomson)
- Tickellia hodgsoni (Moore, 1854)